# Leiodes puncticollis
Leiodes puncticollis är en skalbaggsart som först beskrevs av Thomson 1862.  Leiodes puncticollis ingår i släktet Liodes, och familjen mycelbaggar. Arten är reproducerande i Sverige.